# Грант (округ, Вісконсин)
Шаблон:StateAbbr_ 42°52′ пн. ш. 90°43′ зх. д. / 42.86° пн. ш. 90.71° зх. д.
 Грант (англ. Grant County) — округ (графство) у штаті Вісконсин. Ідентифікатор округу 55043.

## Історія
Округ утворений 1836 року.

## Демографія
За даними перепису
2000 року
загальне населення округу становило 49597 осіб, зокрема міського населення було 17150, а сільського — 32447.
Серед них чоловіків — 25164, а жінок — 24433. В окрузі було 18465 домогосподарств, 12399 родин, які мешкали в 19940 будинках.
Середній розмір родини становив 3,03.
Віковий розподіл населення поданий у таблиці:
| Стать    | До 15 років | 15-21 | 22-29 | 30-39 | 40-49 | 50-65 | 65-85 | Понад 85 |
| -------- | ----------- | ----- | ----- | ----- | ----- | ----- | ----- | -------- |
| Чоловіки | 4873        | 4163  | 2760  | 3040  | 3612  | 3615  | 2793  | 308      |
| Жінки    | 4531        | 3139  | 2108  | 2998  | 3495  | 3678  | 3657  | 827      |

## Суміжні округи
- Кроуфорд — північ
- Ричленд — північний схід
- Айова — схід
- Лафаєтт — схід
- Джо-Дейвісс, Іллінойс — південний схід
- Дюб'юк, Айова — південь
- Клейтон, Айова — захід

## Виноски
1. ↑  U.S. Decennial Census. United States Census Bureau. Архів оригіналу за 26 квітня 2015. Процитовано 4 серпня 2015.
2. ↑  Historical Census Browser. University of Virginia Library. Архів оригіналу за 16 серпня 2012. Процитовано 4 серпня 2015.
3. ↑  Forstall, Richard L., ред. (27 березня 1995). Population of Counties by Decennial Census: 1900 to 1990. United States Census Bureau. Архів оригіналу за 18 липня 2015. Процитовано 4 серпня 2015.
4. ↑  Census 2000 PHC-T-4. Ranking Tables for Counties: 1990 and 2000 (PDF). United States Census Bureau. 2 квітня 2001. Архів оригіналу (PDF) за 18 грудня 2014. Процитовано 4 серпня 2015.
5. ↑  State & County QuickFacts. United States Census Bureau. Архів оригіналу за 6 червня 2011. Процитовано 18 січня 2014.(англ.) Наведено за англійською вікіпедією.
6. ↑  American FactFinder. Бюро перепису населення США. Архів оригіналу за 21 травня 2008. Процитовано 31 січня 2008.

| США | Це незавершена стаття з географії США. Ви можете допомогти проєкту, виправивши або дописавши її. |